# ديفيد وايت (سياسي)
ديفيد وايت (بالإنجليزية: David White)‏ هو محامي وسياسي أمريكي، ولد في 1785، وتوفي في 19 أكتوبر 1834 في الولايات المتحدة. انتخب عضو مجلس النواب الأمريكي.